# Пољски покрет отпора у Другом светском рату
Пољски покрет отпора у Другом светском рату, са Домовинском армијом на челу, био је највећи подземни покрет отпора у целој окупираној Европи,[a] покривајући и немачку и совјетску зону окупације. Пољски отпор најзначајнији је по прекиду немачких линија снабдевања Источног фронта (оштећивање или уништавање 1/8 свих железничких транспорта), пружање обавештајних извештаја британским обавештајним службама (обезбедили су 43% свих извештаја из окупиране Европе) и спасивши више Јевреја у Холокаусту него било која друга организација или влада западних савезника. Била је део Пољске подземне државе.

## Организације
Највећа од свих пољских организација отпора била је Армија Крајова (Домовинска армија, AK), одана Пољској влади у егзилу у Лондону. AK је формирана 1942. године од Савеза за оружану борбу (пољ. Związek Walki Zbrojnej, скраћено ЗВЗ, који је формиран 1939) и на крају је укључивала већину других пољских оружаних група отпора (осим комуниста и неких крајње десничарских група). Била је војна рука Пољске подземне државе и одана Пољској влади у егзилу.
Већину осталих пољских подземних оружаних организација организовале су политичке странке или фракције, укључујући:
- Народни батаљони. Створени од левичарске Народне партије око 1940–1941, делимично се стопили са АК око 1942–1943.[5]
- Гвардија Лудова (Народна гарда) Пољске социјалистичке партије (ППС) (придружила се ЗВЗ-у око 1940., а затим је спојена у АК)[6][7]
- Народна конфедерација. Створена 1940. од крајње десничарског Националног радикалног кампа Фаланга.[8] Делимично се спојила са ЗВЗ око 1941. и коначно се придружила АК око јесени 1943.
- Национална борбена организација, основана од стране Националне партије 1939. године, углавном се интегрисала са АК око 1942.[9]
- Националне оружане снаге, створене 1943. од незадовољних НОВ јединица, које су одбиле да буду потчињене АК.[9][10][11]
- Строј борбене Пољске, успостављен од стране Кампа националног јединства око 1942., потчињен АК[12] 1943. године.

Највеће групе које су одбиле да се придруже АК биле су Националне оружане снаге и просовјетска и комунистичка Армија Лудова (АЛ), подржана од Совјетског Савеза и основана од стране Пољске радничке партије (ППР).
"У оквиру целокупних непријатељских обавештајних операција усмерених против Немачке, обавештајна служба пољског покрета отпора имала је велики значај. Обим и значај операција пољског покрета отпора, који је био распарчан на више група и сјајно организован, откривени су (разни извори) током извођења главних полицијских безбедносних операција." Хајнрих Химлер, 31. децембар 1942.

## Величина
У фебруару 1942. године, када је Домовинска армија формирана из „Савеза за оружану борбу“, бројала је око 100.000 људи. До почетка 1943. године тај број се попео на 200.000 војника. У лето 1944, почетком Операције „Темпест“, АК је достигла врхунац своје бројности. Зависно од извора овај број се процењује од 300.000 до чак 500,000. Снага друге по величини организације отпора, Народних батаљона, може се проценити за лето 1944. (у то време су углавном били спојени са АК) на око 160,000 људи. Трећа највећа група биле су Националне оружане снаге са приближно 70.000 људи око 1943–1944, а само су мали делови те силе спојени са АК. На врхунцу 1944. године, комунистичка Армија Лудова, која се никада није спојила са АК, бројала је око 30.000 људи. Једна процена снаге АК и њених савезника, укључујући НСЗ, за лето 1944., износи 650.000. Генерално, пољски отпор се често описује као највећа или једна од највећих организација отпора у Европи у Другом светском рату.[a]

## Акције, операције и обавештајни подаци, 1939–1945

### 1939
Дана 9. новембра 1939., два војника пољске војске—Витолд Пилецки и мајор Јан Влодаркјевич—оснивају Тајну пољску армију (ТАП), једну од првих подземних организација у Пољској након пораза. Пилецки је постао њен организациони заповедник како се ТАП проширивао не само на Варшаву већ и на Сједлице, Радом, Лублин и друге веће градове централне Пољске. До 1940. ТАП је имао приближно 8.000 људи (више од половине их је било наоружано), око 20 митраљеза и неколико противтенковских пушака. Касније је организација инкорпорирана у Савез за оружану борбу (пољ. Związek Walki Zbrojnej), касније преименован и познатији као Домовинска армија (Армија Крајова).

### 1940
У марту 1940. године, партизанска јединица првих герилских команданата у Другом светском рату у Европи под мајором Хенриком Добжањским "Хубалом" потпуно је уништила батаљон немачке пешадије у окршају у близини села Хућиска. Неколико дана касније, у заседи у близини села Шаласи нанела је велике губитке другој немачкој јединици. Да би се супротставиле овој претњи, немачке власти формирале су посебну противпобуњеничку јединицу од 1.000 људи комбинованих снага СС–Вермахт-а, укључујући и оклопну групу. Иако јединица мајора Добжањског никада није бројила преко 300 људи, Немци су на то подручје упутили најмање 8.000 људи како би га осигурали.
Витолд Пилецки, обавештајни официр пољског отпора, је 1940. године представио претпостављенима план уласка у немачки концентрациони логор Аушвиц, ради прикупљања обавештајних података о кампу изнутра и организовању отпора затвореника. Армија Крајова је одобрила овај план, обезбедила му лажну личну карту и 19. септембра 1940. намерно је упао у заседу у Варшави, а Немци су га ухватили и заједно са осталим цивилима и послали у Аушвиц. У логору је организовао подземну организацију -Савез војних организација – (пољ. Związek Organizacji Wojskowej, ЗОВ). ЗОВ је послао свој први извештај о логору и геноциду у новембру 1940. у седиште Армије Крајове у Варшави путем мреже отпора организоване у Аушвицу.
Током ноћи са 21. на 22. јануара 1940. године, у совјетски окупираном подољском граду Чорткиву, започео је Чорткивски устанак, први пољски устанак током Другог светског рата. Антисовјетски Пољаци, већином тинејџери из локалних средњих школа, упали су у локалну касарну Црвене армије и затвор, како би ослободили тамо задржане пољске војнике.
Крајем 1940. Александар Камински створио је пољску организацију отпора младих, познату као "Вавер". Била је део „Шаре Шереги-ја“ (подземног пољског удружења извиђача). Ова организација је извела многе мање диверзантске акције у окупираној Пољској. Његова прва акција била је цртање графита у Варшави око Божића 1940. у знак сећања на Ваверски масакр. Припадници јединица АК Вавер „Мала саботажа“ исписивали су су „Осветићемо Вавер“ (пољ "Pomścimy Wawer") на зидовима Варшаве. У почетку су исписивали цео текст, а затим су га, ради уштеде времена, скратили на два слова, П (P) и В (W). Касније су цртали Котвицу -"Сидро" - која је постала симбол целокупног пољског отпора у окупираној Пољској.

### 1941
Од априла 1941. Биро за информисање и пропаганду Савеза за оружану борбу започео је операцију „Н“ којом је руководио Тадеуш Женчиковски. Укључивала је саботажу, субверзију и црне пропагандне активности.
Од марта 1941. извештаји Витолда Пилецког прослеђивани су Пољској влади у егзилу а преко ње и британској и другим савезничким владама. Ови извештаји информисали су савезнике о холокаусту и били су главни извор обавештајних података о логору Аушвиц-Биркенау за западне савезнике.
Дана 7. марта 1941. године, два пољска агента Армије Крајове убила су нацистичког сарадника глумца Игоа Сима у његовом стану у Варшави. Као одмазду, погубљен је 21 пољски талац. Нацисти су такође ухапсили неколико пољских глумаца и послали их у Аушвиц, међу њима су били и познати редитељи Стефан Јарач и Леон Шилер.
У јулу 1941. Мјечислав Словиковски (користио кодно име "Ригор") основао је „Агенцију Африка“, једну од најуспешнијих обавештајних организација Другог светског рата. Његови пољски сарадници у овим подухватима били су потпуковник Гвидо Лангер и мајор Максимилијан Ћемжки. Информације које је прикупила Агенција користили су Американци и Британци при планирању искрцавања амфибије у новембру 1942. године у операцији Бакља у северној Африци. То су била прва велика савезничка искрцавања у рату, а њихов успех отворио је пут савезничкој кампањи у Италији.

### 1942
Дана 20. јуна 1942., десило се најспектакуларније бекство из концентрационог логора Аушвиц. Четворица Пољака, Еугењуш Бендера, Казимјерж Пјеховски, Станислав Густав Јастер и Јозеф Лемпарт извела су одважни бег. Бегунци су били обучени у униформама 3. СС оклопне дивизије, потпуно наоружани и у возилу СС-а. Прошли су главну капију украденим аутомобилом Рудолфа Хеса Штајр 220, носивши са собом извештај Витолда Пилецког о холокаусту. Немци никог од њих више нису заробили.
У септембру 1942. године Зофја Косак-Шчуцка и Ванда Крахелска-Филипович основале су  "Савет за помоћ Јеврејима Жегота" а чиниле су га пољске демократе као и други католички активисти. Пољска је била једина земља у окупираној Европи у којој је постојала таква посвећена тајна организација. Половини Јевреја који су преживели рат (дакле преко 50.000), Жегота је помогла у неком облику. Најпознатија активисткиња Жеготе била је Ирена Сендлерова, шефица дечјег одељења, која је спасила 2.500 јеврејске деце тако што их је тајно извела из варшавског гета, обезбедивши им лажна документа и смештај у домовима ван гета.
Јан Карски је 1942. извештавао пољску, британску и америчку владу о ситуацији у Пољској, посебно о холокаусту Јевреја. Састао се са пољским политичарима у емиграцији, укључујући премијера, и члановима политичких партија као што су Социјалистичка партија, Национална партија, Лабуристичка странка, Народна партија, Јеврејски Бунд и Поалеи Зион. Такође је разговарао са Ентонијем Идном, британским министром иностраних послова, и и предао му детаљну изјаву о ономе што је видео у Варшави и Белжецу.
Устанак у Замошћу био је оружани устанак Армије Крајове и Народних батаљона против присилног протеривања Пољака из региона Замошћа у оквиру нацистичког Генералплана Ост. Немци су покушали да уклоне локалне Пољаке са подручја Великог Замошћа (присилним уклањањем, премештањем у логоре за присилни рад или, у неким случајевима, масовним убиствима) како би га припремили за немачку колонизацију. Трајало је од 1942. до 1944. године и упркос великим жртвама које је претрпело подземље, Немци нису успели да остваре план.
У ноћи са 7. на 8. октобар 1942. започела је операција „Вјењец“. Циљ је била железничка инфраструктура у близини Варшаве. Сличне операције усмерене на ометање и пресретање немачког транспорта и комуникација у окупираној Пољској организоване су токоом наредних месеци и година рата. Циљеви су били железнице, мостови и складишта, пре свега у близини транспортних чворишта попут Варшаве и Лублина.

### 1943
Почетком 1943. два пољска заробљеника логора Трасенхајд у Пенеминдеу обезбеђивали су мапе, скице и извештаје обавештајној служби Армиа Крајова, а у јуну 1943. британска обавештајна служба добила је два таква извештаја у којима је идентификована „ракетна сала“, „експериментална јама“, и лансирни торањ. Када су извиђачки и обавештајни подаци у вези са ракетом V-2 постали убедљиви, Одбор за одбрану ратног кабинета извео је бомбардовање Пенеминдеа у августу 1943. године.
Дана 26. марта 1943. године у Варшави је пољска подземна организација „Шаре Шереги“ покренула операцију „Арсенал“. Успешна операција довела је до ослобађања ухапшеног вође трупа Јана Битнара "Рудија". У нападу на затвор, Битнар и још 24 затвореника су ослобођени.
Јан Карски је 1943. у Лондону упознао тада познатог новинара Артура Коестлера. Затим је отпутовао у Сједињене Државе и извештавао председника Френклина Рузвелта. Његов извештај био је главни извор у информисању Запада. У јулу 1943. је поново лично извештавао Рузвелта о ситуацији у Пољској. Такође се састао са многим другим владиним и грађанским лидерима у Сједињеним Државама, укључујући Феликса Франкфуртера, Кордела Хала, Вилијема Донована, и Стефена Вајса. Карски је такође представио свој извештај медијима, поглаварима различитих вероисповести (укључујући кардинала Самјуела Стрича), члановима холивудске филмске индустрије и уметницима, али без успеха. Многи од оних са којима је разговарао нису му веровали, или су претпостављали да је његово сведочење било претерано или да је пропаганда Пољске владе у егзилу.
У априлу 1943. Немци су почели да депортују преостале Јевреје из варшавског гета што је довело до избијања устанка у гету, од 19. априла до 16. маја. Пољска подземна држава наредила је акције у гету- низ борбених дејстава које је изводила Армија Крајова током устанка између 19. априла 1943. и 16. маја 1943.
Неке јединице АК покушале су да помогну устаницима у гету, али отпор је углавном био неприпремљен и није могао да победи Немце. Једна пољска јединица АК, Корпус националне безбедности (пољ. Państwowy Korpus Bezpieczeństwa), под командом Хенрика Ивањског, борила се унутар гета заједно са ЗЗВ-ом. После тога су се обе групе повукле заједно (укључујући 34 јеврејска борца). Иако је акција Ивањског најпознатија спасилачка мисија, то је била само једна од многих акција пољског отпора за помоћ јеврејским борцима. У једном нападу, три ћелијске јединице АК под командом капетана Јозефа Пшењија покушале су експлозивом да пробију зидове гета, али су Немци осујетили ову акцију. АК и ГЛ напале су Немце између 19. и 23. априла на шест различитих локација изван зидина гета, пуцајући на немачке стражаре и положаје и у једном случају покушавајући да минирају капију. Учешће пољског подземља у устанку много пута је потврдио извештај немачког команданта Јиргена Штропа.
Када смо први пут напали гето, Јевреји и пољски бандити успели су да добро припремљеном концентрацијом ватре одбију јединице које су учествовале, укључујући тенкове и оклопне аутомобиле. (...) Главна јеврејска борбена група, помешана са пољским бандитима, већ се повукла током првог и другог дана на такозвани Мурановски трг. Тамо га је појачао знатан број пољских бандита. Њихов план је био да задрже гето на било који начин. (...)Поново су пољски бандити нашли уточиште у гету и остали тамо несметано, јер нисмо имали на располагању снаге да исчешљамо овај лавиринт. (...)Једна таква борбена група успела је да постави камион код канализационог отвора у такозваној Простој [улици] и да побегне са њим (око 30 до 35 бандита). (...)Бандити и Јевреји - међу тим бандама било је и пољских бандита наоружаних карабинима, малокалибарским оружјем, а у једном случају и лаким митраљезом - кренули су камионом и одвезли се у непознатом правцу.
У августу 1943. штаб Армије Крајове наредио је операцију „Појас“ која је била једна од већих антинацистичких операција АК током рата. До фебруара 1944. уништено је 13 немачких предстража са мало губитака на пољској страни.
Покренута је операција „Главе“: серијска погубљења немачког персонала које су пољски подземни специјални судови осудили на смрт због злочина над пољским држављанима у окупираној Пољској.
Дана 7. септембра 1943., Домовинска војска убила је Франца Биркла током операције „Биркл“. Биркл је био високи агент Гестапоа одговоран за убиство и брутално испитивање хиљада пољских Јевреја и бораца отпора и присталица. Као одмазду, нацисти су у јавно погубили 20 затвореника из Павјака.
У новембру 1943. започела је операција „Мост III“. Армија Крајова је савезницима пружила кључне обавештајне податке о немачкој ракети V-2. Заправо је око 50 kg најважнијих делова заплењене V-2 ракете, као и коначни извештај, анализе, скице и фотографије, авионом Даглас C-47/R4D Скајтрејн Краљевског ратног ваздухопловства превезено у Бриндизију. Крајем јула 1944. делови ракете V-2 испоручени су у Лондон.

### 1944
Борци отпора јединице Агат пољске Домовинске армије погубили су 11. фебруара 1944. Франца Кучеру, СС-овца и шефа рајхове полиције у Варшави у акцији познатој као операција „Кучера“. У знак одмазде Немци су у јавној егзекуцији стрељали 140 затвореника Павјака - Пољака и Јевреја.
Током 13. и 14. маја 1944. одиграла се битка код Мурованаје Ошмјанке, која је била највећи сукоб пољске антинацистичке Армије Крајове и нацистичких литванских Територијалних одбрамбених снага, литванских добровољачких снага безбедности потчињених нацистичкој Немачкој Пољаци су у потпуности разбили 301. батаљон ЛВР, а Немци су убрзо након тога расформирали целу јединицу.
Дана 14. јуна 1944. године одиграла се битка код Поритове Взгорзја између пољских и руских партизана (око 3.000 људи), и немачке јединице која је бројала око 25-30.000 војника, са артиљеријом, тенковима и оклопним аутомобилима и ваздушном подршком.
Битка код Осухија вођена је 25. и 26. јуна 1944. Једна од највећих битака између пољског отпора и нацистичке Немачке у окупираној Пољској током Другог светског рата.
Током 1943. Домовинска армија је припремала своје снаге у припреми за национални устанак. План националног антинацистичког устанка на подручјима предратне Пољске добио је кодно име Операција Олуја. Припрема је започела крајем 1943. године, али су војне акције започеле 1944. године. Њене најпознатије акције били су операција Остра Брама, Лавовски устанак и Варшавски устанак.
Операција Остра Брама почела је 7. јула. Отприлике 12.500 војника Домовинске армије напало је немачки гарнизон и успело да заузме већи део центра града. Жестоке уличне борбе на периферији града трајале су до 14. јула. У источном предграђу Вилњуса јединице Домовинске армије сарађивале су са извиђачким групама совјетског 3. белоруског фронта. Црвена армија је ушла у град 15. јула, а НКВД је почео да интернира све пољске војнике. Дана 16. јула, врховни штаб 3. белоруског фронта позвао је пољске официре на састанак где су их и ухапсили.
Лавовски устанак почео је 23. јула, оружана борба коју је током Другог светског рата започела Армија Крајова против нацистичких окупатора у Лавову током Другог светског рата. Почео је јула 1944. године као део плана свенационалног устанка под кодним називом операција „Олуја“. Борбе су трајале до 27. јула и резултирале су ослобађањем града. Међутим, недуго затим пољски војници су били ухапшени од стране Совјета и приморани да се придруже Црвеној армији или су били послати у гулаге. Сам град окупирао је Совјетски Савез.
У августу 1944. године, док су се совјетске оружане снаге приближавале Варшави, влада у егзилу позвала је на устанак у граду, како би се могли вратити у ослобођену Варшаву и покушати да спрече комунистичко преузимање. АК, предвођена Тадеушем Бор-Коморовским, покренула је Варшавски устанак. Совјетске снаге биле су удаљене мање од 20 км, али по наређењу совјетске Врховне команде нису пружиле помоћ. Стаљин је устанак описао као „злочиначку авантуру“. Пољаци су апеловали на западне савезнике за помоћ. Краљевско ратно ваздухопловство и Пољско ваздухопловство са седиштем у Италији избацили су неколико пакета муниције, али савезницима је било готово немогуће да помогну Пољацима без совјетске помоћи.
Борбе у Варшави биле су тешке. АК је имала између 12.000 и 20.000 наоружаних војника, већина са само малокалибарским оружјем, против добро наоружане немачке војске од 20.000 војника СС-а и редовних јединица војске. Нада Бор-Коморовског да би АК могла заузети и задржати Варшаву за повратак владе из Лондона никада није била остварена. После 63 дана дивљачких борби град је претворен у рушевине, а одмазде су биле дивљачке. СС и помоћне јединице биле су посебно бруталне.
Након предаје Бор-Коморовског, Немци су, на велико негодовање Стаљина, третирали борце Армије Крајове као ратне заробљенике, али је цивилно становништво немилосрдно кажњавано. Укупне пољске жртве процењују се на између 150.000 и 300.000 убијених, 90.000 цивила послато је у радне логоре у Рајху, док је 60.000 пребачено у логоре смрти као што су Равензбрик, Аушвиц, Маутхаузен и други. Град је био готово потпуно уништен. Варшавски устанак омогућио је Немцима да униште АК као борбену силу, али главни добитник био је Стаљин, који је успео да наметне комунистичку владу у послератној Пољској.

### 1945
У марту 1945. године у Москви је одржано монтирано суђење шеснаесторици лидера Пољске подземне држааве које је заробио Совјетски Савез. Владиног делегата, заједно са већином чланова Савета националног јединства и врховног команданта Армије Крајове, совјетски генерал Иван Серов је, уз сагласност Јосифа Стаљина позвао на конференцију о њиховом евентуалном уласку у Привремену владу коју је подржавао Совјетски Савез. Гарантована им је безбедност, али их је НКВД похапсио у Прушкову 27. и 28. марта. Леополд Окулицки, Јан Станислав Јанковски и Казимјерж Пужак ухапшени су 27. а још дванаесторица наредног дана. А. Звјерзински је раније ухапшен. Доведени су у Москву на испитивање у Лубјанку. После неколико месеци бруталног испитивања и мучења, изнете су им монтиране оптужбе за „сарадњу са нацистичком Немачком“ и „планирање војног савеза са нацистичком Немачком".
У последњим годинама рата било је све више сукоба између пољских и совјетских партизана,,Уклети војници“ наставили су да се супротстављају Совјетима дуго након рата. Последњи уклети војник - припадник милитантног антикомунистичког отпора у Пољској био је Јозеф Франчак који је убијен 1963. године.
Дана 5. маја 1945. године у Бохемији, бригада Националних оружаних снага ослободила је затворенике из нацистичког концентрационог логора у Холисзовоу, укључујући 280 Јевреја. Бригада је претрпела велике губитке.
Дана 7. маја 1945. године у селу Куриловка, на југоистоку Пољске, започела је битка код Куриловке. Била је то највећа битка у историји организације Уклетих војника - Националне војне алијансе (НЗВ). У борби против НКВД-ових јединица Совјетског Савеза, антикомунистички партизани су стрељали 70 агената НКВД-а. Битка се завршила победом подземних пољских снага.
Јединица Армије Крајова, коју је предводио пуковник Едвард Василевски, је 21. маја 1945. године, напала камп НКВД-а у Рембертову на источној периферији Варшаве. Совјети су тамо држали стотине Пољака, чланове Армије Крајове, које су систематски депортовали у Сибир. Међутим, ова акција пољског отпора за независност ослободила је све пољске политичке затворенике из логора. Између 1944. и 1946. године, „Уклети војници“ напали су многе комунистичке затворе у совјетски окупираној Пољској.
Од 10. до 25. јуна 1945, одржана је Аугустовска хајка 1945. (пољска Обłава аугустовска). Била је то велика операција коју су совјетске снаге Црвене армије, НКВД-а и СМЕРШ-а, предузеле уз помоћ пољских јединица УБ-а и ПНА против бивших војника Армије Крајове у околини Сувалкија и Аугустова. Операција је такође обухватила територију у окупираној Литванији. Више од 2.000 наводних пољских антикомунистичких бораца заробљено је и задржано у руским интернационим логорима. Претпоставља се да је око 600 несталих Пољака у Аугустовској хајци и сахрањено на непознатом месту на данашњој територији Русије.
| Тип саботаже /Диверзијске акције                          | Збирни број |
| --------------------------------------------------------- | ----------- |
| Оштећене локомотиве                                       | 6,930       |
| Одложене поправке локомотива                              | 803         |
| Напади на возове у покрету                                | 732         |
| Запаљени возови                                           | 443         |
| Оштећени железнички вагони                                | 19,058      |
| Срушени железнички мостови                                | 38          |
| Прекиди у испоруци електричне енергије у варшавској мрежи | 638         |
| Војна возила оштећена или уништена                        | 4,326       |
| Оштећени авиони                                           | 28          |
| Уништена складишта горива                                 | 1,167       |
| Уништено гориво (у тонама)                                | 4,674       |
| Запаљене нафтне бушотине                                  | 5           |
| Уништени складишта дрвене вуне                            | 150         |
| Запаљене војне продавнице                                 | 130         |
| Прекиди производње у фабрикама                            | 7           |
| Оштећени авионски мотори                                  | 4,710       |
| Оштећени топови                                           | 203         |
| Оштећене ракете                                           | 92,000      |
| Саботаже на радио станицама у ваздушном саобраћају        | 107         |
| Оштећени (електроиндустријски) стругови                   | 1,700       |
| Оштећење важних фабричких машина                          | 2,872       |
| Извршена различита дела саботаже                          | 25,145      |
| Унапред планирани атентати на нацистичке Немце            | 5,733       |